# Hipposideros demissus
Hipposideros demissus — є одним з видів кажанів родини Hipposideridae.

## Поширення
Країни поширення: Соломонові острови, о. Макира. Лаштує сідала в печерах і може статися в великих кількостях на деяких ділянках

## Загрози та охорона
Потенційною загрозою є порушення печер. Циклони являють собою загрозу. Був записаний в деяких охоронних районах.